# Des (dźwięk)
Des (D♭) – dźwięk, którego częstotliwość dla des¹ wynosi około 277,2 Hz. Stanowi tonikę gam Des-dur i des-moll. Jest to obniżony za pomocą bemola dźwięk d. Enharmonicznie dźwięki o tej samej wysokości to: hisis oraz cis.